# میتسورو کونو
میتسورو کونو (انگلیسی: Mitsuru Kono) یک بازیکن تنیس روی میز اهل ژاپن است. 
وی در مسابقات کشوری و بین‌المللی در مجموع برنده ۱۴ مدال طلا، ۹ مدال نقره، ۶ مدال برنز شده‌است.